# Johann Bauer
Pour les articles homonymes, voir Bauer.
Johann Hermann Bauer est un joueur d'échecs autrichien né le 30 juin 1861 à Prague et mort de la tuberculose le 5 avril 1891 à Goritz. Il remporta les tournois de Francfort 1887 (tournoi B) et de Vienne 1890, finit quatrième du tournoi international de la fédération allemande à Breslau en 1889 et termina deuxième du tournoi de Graz en 1890.

## Biographie et Carrière
Né à Prague, Bauer s'installe à Vienne dans sa jeunesse. En juillet-août 1887, il obtient son premier succès en remportant le Hauptturnier (tournoi des non-maîtres) du cinquième congrès d'échecs de la fédération allemande à Francfort devant Jacques Mieses. Deux ans plus tard, en juillet 1889, il participa au tournoi de maîtres (Meisterturnier) du sixième congrès allemand à Breslau et finit quatrième, ex æquo avec Curt von Bardeleben, Isidor Gunsberg et Louis Paulsen, derrière Siegbert Tarrasch, Amos Burn et Jacques Mieses. En août 1889, il finit cinquième du tournoi de maîtres d'Amsterdam remporté par Amos Burn devant Emanuel Lasker. 
En avril 1890, Bauer finit deuxième du premier mémorial Kolisch de Vienne, avec 10 points sur 15, devant Berthold Englisch Georg Marco et Adolf Albin, tournoi remporté par Miksa Weiss. Il battit Bernhard Fleissig 2 à 0 lors du match de départage pour la deuxième place. En août-septembre 1890, il finit deuxième du tournoi de Graz, avec 4,5 points sur 6 (+3 =3), un demi-point derrière Gyula Makovetz et devant Emanuel Lasker, Johann Berger, Georg Marco et Adolf Albin. Pendant l'hiver 1890-1891, il remporte un tournoi à quatre tours à Vienne, battant Marco 3 à 1 (+2 =2) et Albin 4 à 0. En 1891, alors qu'il partage la tête du championnat de Vienne, un tournoi à deux tours, avec 4 points sur 6, il a une attaque et doit se retirer du tournoi. Il meurt de la tuberculose peu après, avant d'avoir eu trente ans.
Lors du tournoi d'Amsterdam 1889, Bauer perd une partie célèbre contre Emanuel Lasker : Lasker - Bauer (Amsterdam, 1889).